# Вакциниум мелколистный
Вакци́ниум мелколи́стный, или Голуби́ка мелколи́стная (лат. Vaccínium parvifólium) — вид растений из Северной Америки, входящий в род Вакциниум (Vaccinium) семейства Вересковые (Ericaceae).

## Ботаническое описание

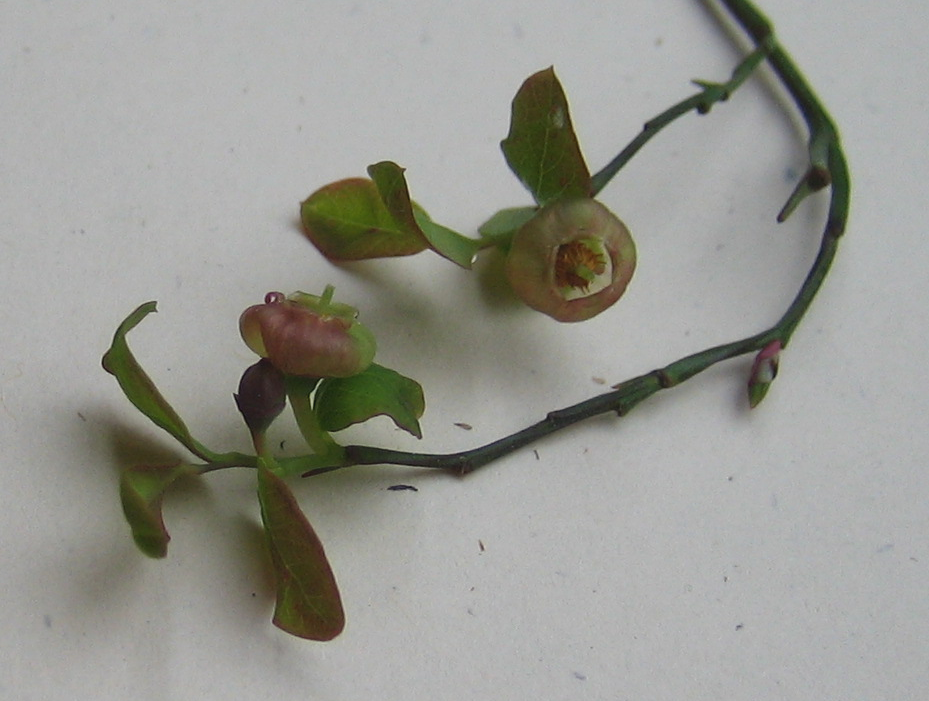
Цветки вакциниума

Прямостоячий листопадный кронообразующий кустарник, достигающий в благоприятных условиях высоты в 1—7 м. Молодые веточки остроугловатые, обычно голые, зелёные. Листья очерёдные, тёмно-зелёные, яйцевидные или продолговато-эллиптические в очертании, 1,5—2,5×0,8—1,5 см, с цельным краем, с обеих сторон голые или с нижней стороны слабо опушённые.
Цветки одиночные или в парах в пазухах листьев на приросте текущего года, пятираздельные. Чашечка бледно-зелёная, голая, доли широкояйцевидные. Венчик розоватый или желтовато-зелёный, шаровидной или кушинчатой формы, 4—6×3—5 мм. Тычинки голые.
Плод — ярко-красная, иногда с сизоватым налётом ягода около 0,8 см длиной.
Диплоидный набор хромосом — 2n = 24.

## Ареал
Вакциниум мелколистный широко распространён вдоль западного побережья Северной Америки — от Калифорнии до Британской Колумбии и Аляски.
Произрастает в равнинных хвойных лесах, нередко на стволах и пнях.

## Значение
Плоды вакциниума сочные, обладают приятным кислым вкусом, могут использоваться для приготовления варенья и джема. Индейцы северо-запада употребляли их в пищу в свежем и приготовленном виде, сушёные ягоды запасались на зиму.

## Таксономия

### Синонимы
- Vaccinium chamissonis Bong., 1832